# Podgorač
Pour les articles homonymes, voir Podgorac.
Podgorač est un village et une municipalité située comitat d'Osijek-Baranja, en Croatie. Au recensement de 2001, la municipalité comptait 3 314 habitants, dont 78,19 % de Croates et le village seul comptait 956 habitants.

## Localités
La municipalité de Podgorač compte 9 localités :
- Bijela Loza
- Budimci
- Kelešinka
- Kršinci
- Ostrošinci
- Podgorač
- Poganovci
- Razbojište
- Stipanovci